# Андрониха (Костромская область)
Андрониха — деревня в составе Ивановского сельского поселения Шарьинского района Костромской области России.

## География
Деревня находится в восточной части Костромской области, в пределах Ветлужско-Унженской низменности, в подзоне южной тайги, вблизи реки Межеумиха.

### Климат
Климат характеризуется как умеренно континентальный, с холодной снежной зимой и относительно тёплым летом. Среднегодовая температура воздуха — 2,2 °C. Средняя температура воздуха самого холодного месяца (января) — −13,3 °C (абсолютный минимум — −44 °C); самого тёплого месяца (июля) — 17,9 °C (абсолютный максимум — 36 °С). Годовое количество атмосферных осадков — 556 мм, из которых большая часть выпадает в тёплый период. Продолжительность вегетационного периода составляет 120—125 дней.

## История
Согласно Спискам населенных мест Российской империи в 1872 году деревня относилась к 2 стану Ветлужского уезда Костромской губернии. В ней числилось 39 дворов, проживали 87 мужчин и 97 женщин.
Согласно переписи населения 1897 года в деревне проживало 275 человек (116 мужчин и 159 женщин).
Согласно Списку населенных мест Костромской губернии в 1907 году деревня Андрониха (Дербенево) относилась к Одоевско-Спиринской волости Ветлужского уезда Костромской губернии. По сведениям волостного правления за 1907 год в деревне числилось 54 крестьянских дворов и 386 жителей. В деревне имелись три ветряных мельницы и три кузницы. Основным занятием жителей деревни был лесной промысел.
До 2010 года деревня входила в состав Марутинского сельского поселения.

## Население
| 2008 | 2010 | 2014 |
| ---- | ---- | ---- |
| 1    | ↘0   | ↗1   |